# جيم كين
جيم كين هو لاعب هوكي الجليد كندي، ولد في 1 فبراير 1902 في نيوماركت في كندا، وتوفي في 13 يناير 1962.

## وصلات خارجية
- جيم كين على موقع دوري الهوكي الوطني (الإنجليزية)
- جيم كين على موقع قاعة مشاهير الهوكي (لاعب أن.إتش.أل) (الإنجليزية)
- جيم كين على موقع EliteProspects.com (الإنجليزية)
- جيم كين على موقع HockeyDB.com (الإنجليزية)
- جيم كين على موقع Hockey-Reference.com (الإنجليزية)